# Callaeum
Callaeum là một chi thực vật có hoa trong họ Malpighiaceae. Callaeum gồm 11 loài cây leo hóa gỗ hoặc cây bụi, sinh sống từ miền tây Texas tới Mexico, Trung Mỹ, và Nam Mỹ.

## Loài
| - Callaeum antifebrile (Griseb.) D.M.Johnson - Callaeum chiapense (Lundell) D.M.Johnson - Callaeum clavipetalum D.M.Johnson - Callaeum coactum D.M.Johnson - Callaeum johnsonii W.R.Anderson - Callaeum macropterum (DC.) D.M.Johnson | - Callaeum malpighioides (Turcz.) D.M.Johnson - Callaeum nicaraguense (Griseb.) Small - Callaeum psilophyllum (Adr.Juss.) D.M.Johnson - Callaeum reticulatum D.M.Johnson - Callaeum septentrionale (Adr.Juss.) D.M.Johnson |

Chi Callaeum gồm các loài: